# Dave Roberts (athlétisme)
Pour les articles homonymes, voir Dave Roberts et Roberts.
David Luther « Dave » Roberts  (né le 23 juillet 1951 à Stillwater) est un athlète américain spécialiste du saut à la perche.

## Carrière
Étudiant en médecine à l'Université Rice, il remporte quatre titres de champion NCAA consécutifs de 1971 à 1974. Vainqueur des Championnats de l'Amateur Athletic Union en 1972 et 1974, il monte sur la deuxième marche du podium des Jeux panaméricains de Cali derrière son compatriote Jan Johnson. Le 22 mars 1975 à Gainesville, Dave Roberts franchit une barre à 5,65 m synonyme de nouveau record du monde, améliorant de deux centimètres la meilleure marque planétaire détenue par son compatriote Bob Seagren depuis l'année 1972. Dépossédé de son bien dès l'année suivante par l'Américain Earl Bell, Dave Roberts établit moins d'un mois plus tard un nouveau record du monde du saut à la perche, le 22 juin 1976, en franchissant 5,70 m lors des sélections olympiques américaines de Eugene.
Figurant parmi les favoris des Jeux olympiques de Montréal, Dave Roberts termine finalement troisième du concours avec la marque de 5,50 m, devancé au nombre d'essais par le Polonais Tadeusz Slusarski et le Finlandais Antti Kalliomäki au terme d'une compétition de six heures et demie.

## Palmarès
| Date | Compétition        | Lieu     | Place | Marque |
| ---- | ------------------ | -------- | ----- | ------ |
| 1971 | Jeux panaméricains | Cali     | 2e    | 5,20 m |
| 1976 | Jeux olympiques    | Montréal | 3e    | 5,50 m |